# Marie-Jeanne L’Héritier de Villandon
Marie-Jeanne L’Héritier de Villandon lub Lhéritier de Villandon (ur. 12 listopada 1664 w Paryżu, zm. 24 lutego 1734 tamże) – francuska pisarka z nurtu préciosité, autorka wierszy, nowel i baśni, tłumaczka Owidiusza.

## Życiorys
Marie-Jeanne L’Héritier de Villandon urodziła się w 1664 jako potomkini starego szlacheckiego rodu z Normandii. Jej ojcem był Nicolas L’Héritier de Nouvellon de Villandon, erudyta i nadworny historiograf Ludwika XIV. Ze strony matki, Françoise Le Clerc, była spokrewniona z pisarzem Charles'em Perraultem, który był najprawdopodobniej kuzynem samej Marie-Jeanne L’Héritier lub jej matki. Brat Marie-Jeanne był uzdolnionym matematykiem, a siostra, znana jako panna de Nouvellon, pisała wiersze.
L’Héritier nigdy nie wyszła za mąż. Słynęła ze swojego wykształcenia i obracała się w środowisku salonowym. Żyła dosyć skromnie, utrzymując się dzięki takim patronkom jak księżna Burgundii czy Marie d’Orléans-Longueville, księżna de Nemours. Po śmierci tej ostatniej, w 1728, kanclerz Germain Louis Chauvelin przyznał pisarce niedużą pensję w wysokości 400 liwrów rocznie.
Zgodnie z ówczesną modą na porównywanie pisarek współczesnych do starożytnych, w środowisku salonowym L’Héritier bywała nazywana Telesillą – od imienia jednej z najsłynniejszych poetek greckich, która żyła w Argos w VI wieku p.n.e.. L’Héritier utrzymywała bliskie kontakty z wieloma postaciami ze świata nauki i literatury, takimi jak jej krewniak Perrault, historiograf Claude Charles Guyonnet de Vertron, tłumacz Louis de Sacy oraz pisarki Antoinette Des Houlières, Marie Catherine d’Aulnoy, Henriette-Julie de Murat i Madeleine de Scudéry, która podobno pozostawiła jej w spadku swój salon.  Mimo skromnych warunków materialnych L’Héritier od 1710 przyjmowała dwa razy w tygodniu gości, z którymi dyskutowała o literaturze.
Jej pierwsze utwory ukazały się w 1689 na łamach czasopisma Mercure galant, które także później chętnie drukowało jej teksty. Twórczość L’Héritier należała do salonowego nurtu préciosité i obejmowała między innymi nowele oraz drobne teksty wierszowane, pisane w ramach towarzyskich gier literackich, takie jak sonety bouts-rimés. L’Héritier była także autorką utworów okolicznościowych, na przykład z okazji ślubu Elżbiety Charlotty Orleańskiej lub śmierci delfina, jak również pośmiertnych panegiryków na cześć zaprzyjaźnionych pisarek: pani Des Houlières i panny de Scudéry. Jej utwory były nagradzane przez akademie literackie z Caen (Académie des Palinods) i – trzykrotnie – z Tuluzy (Académie des Lanternistes). W 1696 tuluzańska Akademia Igrzysk Kwietnych przyjęła ją do swego grona jako pierwszą kobietę. Rok później L’Héritier została także członkinią padewskiej Accademia dei Ricovrati.
Wielokrotnie stawała w obronie kobiet i krytykowała przede wszystkim Nicolasa Boileau jako autora mizoginicznej Satyry X. Uczestniczyła także w sporze starożytników z nowożytnikami, broniąc wyższości współczesnych gustów nad regułami klasycznymi oraz francuskich twórców nad autorami grecko-rzymskimi.
Pod koniec życia przełożyła Heroidy Owidiusza. Tłumaczenie ukazało się w 1732. Gdy dwa lata później L’Héritier zmarła, Mercure galant oraz Journal des savants zamieściły obszerne epitafia ku jej czci.

## Baśniowa twórczość L’Héritier
Współcześnie L’Héritier budzi zainteresowanie przede wszystkim jako autorka baśni (contes de fées). Gatunek ten, którego była jedną z prekursorek i najważniejszą teoretyczką, stał się modny na paryskich salonach w ostatniej dekadzie XVII wieku i bardzo wyraźnie wpisywał się w kontekst sporu starożytników z nowożytnikami. Pisarka wywodziła go ze średniowiecznych opowieści francuskich i przeciwstawiała utworom starożytnym, przede wszystkim klasycznej bajce ezopowej. Podkreślała także wartościowe przesłanie moralne baśni.

Chcesz zatem, piękna Księżno, przerwać na parę chwil poważne swoje i uczone prace, aby posłuchać jednej z owych galijskich powieści, które pono w prostej linii pochodzą od bajarzy lub trubadurów z Prowansji, wielce niegdyś sławnych.

Z podań bowiem dowiadujemy się, że trubadurowie czy prowansalscy bajarze wymyślili Filutkę na długo przed tym, nim Abelard i sławny hrabia Szampanii układali swe romanse. Takie bajki właśnie zawierają w sobie zdrowy morał.
[...]

Ochmistrzyni moja po sto razy 

tą powiastką bawiła mnie właśnie 

i miast zwykłych o zwierzętach baśni,

snuła pięknych cnót dziwne obrazy.

[...]

Tak śpiewali ją trubadurowie,

a sens taki nadali swym słowom,

że się mierzy z bajką Ezopową.

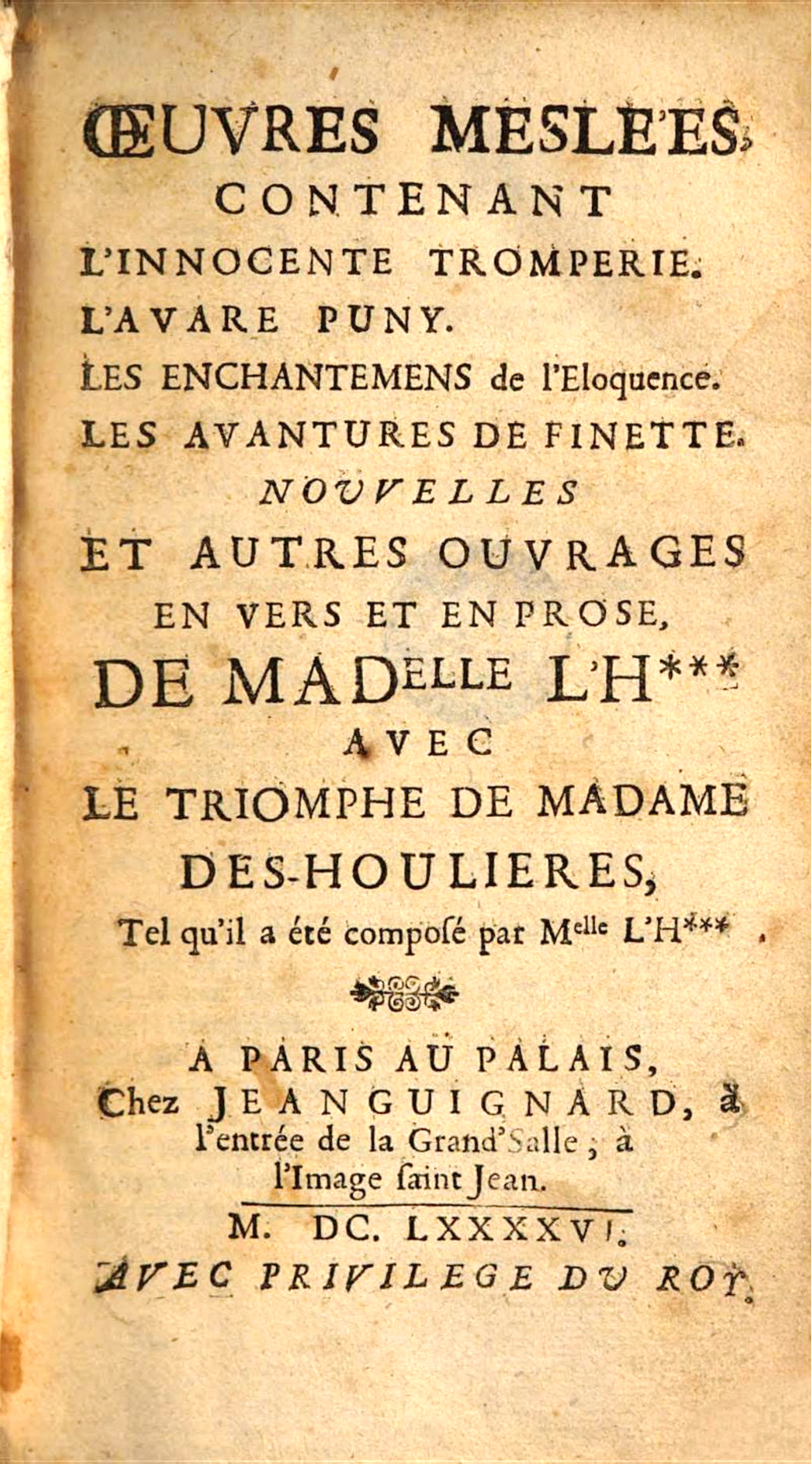
Strona tytułowa Oeuvres meslées

Trzy pierwsze baśnie L’Héritier ukazały się w 1695 w zbiorze Oeuvres meslées (Dzieła różne). Były to:
- Marmoisan ou l'innocente tromperie. Nouvelle historique et satirique (Marmuasan, czyli Niewinne oszustwo. Nowela heroiczna i satyryczna) – utwór osnuty na motywie dziewczyny w męskim przebraniu (według międzynarodowej klasyfikacji ATU 514)[5], zadedykowany córce Perraulta;

- Les Enchantements de l'éloquence ou les effets de la douceur. Nouvelle (tłum. pol. A. W. Labuda, Czary wymowy albo efekta łagodności. Nowela[13] ) – utwór dedykowany księżnej d'Épernon, oparty na tym samym pomyśle co Wróżki Perraulta (ATU 480). Mógł być wynikiem literackiej zabawy, w której  L’Héritier i Perrault brali udział. Przeciwstawia sposób bycia i mówienia dwóch dziewcząt, z których jedna jest uprzejma i dowcipna, a druga to grubiańska prostaczka. Utwór stanowi pochwałę salonowego ideału elokwencji i towarzyskiego obycia[5][14];

- L'Adroite Princesse ou les Avantures de Finette. Nouvelle (Sprytna księżniczka, czyli przygody Filutki[15] [16] [17] ) – utwór oparty prawdopodobnie na neapolitańskiej baśni Sapia Liccarda Giambattisty Basilego, dedykowany pisarce Henriette-Julie de Murat. Od XVIII wieku był często, acz niesłusznie, przypisywany przed wydawców Perraultowi i jako taki też wszedł do zbioru Bajki Babci Gąski w przekładzie Hanny Januszewskiej[5].

W 1705 L’Héritier opublikowała jeszcze dwie baśnie, włączone w treść niedokończonej książki La Tour ténébreuse et les jours lumineux. Contes anglais (Mroczna wieża i świetliste dni. Powiastki angielskie). W przedmowie L’Héritier twierdziła, że stanowią one adaptacje tekstów pochodzących ze średniowiecznego rękopisu, zawierającego utwory Ryszarda Lwie Serce. Nie jest pewne, czy rzeczywiście istniał taki manuskrypt; podejrzewa się, że była to ze strony L’Héritier mistyfikacja literacka, podkreślająca arystokratyczne i średniowieczne korzenie baśni. Baśnie zawarte w książce to:
- Ricdin-Ricdon – utwór oparty na obiegowym wątku „Imię pomocnika” (ATU 500), w którym bohaterka zawiera pakt z demoniczną istotą. Wykazuje pewne odległe podobieństwa z baśnią Perraulta Knyps z czubkiem[5];

- La Robe de sincérité (Szata uczciwości) – baśń osnuta jest na obiegowym wątku Nowe szaty króla (ATU 1620) i opowiada o rzekomo niezwykłej szacie, której hafty mają być widoczne tylko dla osób uczciwych i prawdomównych (w rzeczywistości strój w ogóle nie jest haftowany)[5][19].